# Rodica Toth Poiata
Rodica Toth Poiată (n.1950, Brașov), este o pictoriță română.

## Date biografice
În anul 1974 a absolvit Facultatea de Arte Plastice din Timișoara.
Din anul 1996 este membră a Uniunii Artiștilor Plastici din România, secția Pictură

## Activitate expozițională

### Expoziții personale
- 2006 - Sala Artis – Teatrul Național, București: expoziție de pictură figurativă
- 2006 - Galeria Artelor – Cercul Militar Național, București: expoziție de pictură figurativă
- 2006 - Foaierul Teatrului Odeon: expoziție de pictură și grafică, compoziții figurative și ilustrații de carte pentru „Catifea”, în colaborare cu actorul Florin Zamfirescu
- 2002, 2004 - Galeriile Senatului României, București: expoziție de pictură
- 2004 - Galeria de Arta UAP, Palatul de Cultură, Târgul Mureș: expoziție de pictură
- 2003 - Galeriile Orizont, București: expoziție de pictură, compoziție figurativă, nud feminin
- 2002 - Galeriile Cercului Militar Național, București: expoziție de pictură
- 2001, 2002 - Muzeul Literaturii Române, București: expoziție de pictură, peisaj și compoziție figurativă
- 1997, 1999 - Galeriile Fondului Plastic, Tulcea: expoziție de pictură
- 1994, 1995 - Muzeul de Artă, Brașov: expoziție de pictură, compoziție simbolică, figurativă
- 1988 - Sala Victoria, Brașov: expoziție de pictură, compoziție simbolică
- 1985, 1988 - Sala Casa Cărții, Tulcea: expoziție de pictură, compoziție suprarealistă
- 1982, 1983 - Sala Dacia, Tulcea: expoziție de pictură, natură statică și compoziție nefigurativă

### Expoziții de grup
- 2006 - Expozitie de pictura, palatul CEC, sommetul francofoniei
- 2005 - Expoziția taberelor de creație din Delta Dunării, Galeriile Apollo, Teatrul Național, București
- 2003 - Expoziție de pictura, Galeriile Apollo, Teatrul Național, București
- 2003 - Expoziție de pictură, Galeriile Parlamentului României
- 1990 - Bienala de pictură și sculptură, Galeriile Teatrului Național, București
- 1989 - Expoziție de pictură, Galeriile Fondului Plastic, Tulcea
- 1987 - Expoziție de artă plastică a tineretului, Sala Dalles, București
- 1986, 1988 - Salonul anual de grafică, București
- 1977 - Expoziție de grafică, Salonul republican, Sala Dalles, București

### Expoziții în străinătate
- 2002 - Expoziție de grup, grafică și pictură, organizată de UNESCO, Atena, Grecia
- 1997 - Expoziție personală de pictură, Paris, Franța
- 1995 - Expoziție de grup, pictură, Aalborg, Danemarca
- 1990 - Expoziție de grup, pictură, Saint Nazaire, Franța
- 1986 - Expoziție de grup, pictură, Ismail, URSS

## Aprecieri critice

### Magda Cârneci, critic de artă
"O pictură figurativă, cu o notă pronunțat simbolică, practică Rodica Toth Poiată. Imaginile ei sunt reconstrucții minuțioase, deși mentale, ale unor locuri și peisaje singuratice, solitare în care detaliul bine conturat capată o încarcătură simbolică personală, intimă. O manieră precisă, aproape grafică, de a pune culoarea, de a desena formele întotdeauna limpezi și bine delimitate se adaugă și ea la impresia usor ilustrativă a acestor imagini interiorizate, emanând un puternic sentiment de singurătate și sensibilitate fragilă. Maniera surdinizată de a pune tușa scoate în lumină fondul simbolic al acestei picturi."

### Valentin Tănase, critic de artă
"Curbe muzicale sincopate cu rectangularități viguroase, paste dense de culoare învecinate cu transparențe cromatice delicate compun în arabescuri elegante trupuri feminine, în egală măsură carnale și metaforic simbolice, în pictura artistei Rodica Toth Poiată. Artista cultivă un erotism discret, în care trupescul se subordonează întotdeauna spiritualizării abstracte. Eternul feminin apare în opera sa ca o prezență eterică în care erosul primordial nu este încă alterat de conotații sexuale directe. Femeile sale sunt ființe ideale, cu o anatomie îndrazneț stilizată, care le apropie de eleganța petalelor unor flori exotice"

## Galerii de pictură

### Tablouri pe pânză
- Nuduri
- Compoziții figurative